# Aves sin nido
Aves sin nido es la primera novela de la escritora peruana Clorinda Matto de Turner. Fue publicada por primera vez en 1889. Fue reconocida como la novela precursora del movimiento literario del indigenismo en el que destacaron personajes como José María Arguedas y Ciro Alegría. Su importancia es trascendental para la literatura peruana pues pone en evidencia la vida, tradiciones e injusticias sociales de los pueblos indígenas durante aquella época recibiendo críticas y fomentando discusiones alrededor de la obra y sus contenidos.
Esta novela expone un discurso sobre la liberación de los indios. Además expresa la angustia y tensión entre la tradición y modernidad que se percibe durante ese tiempo. Explora y cuestiona las injusticias y desigualdades de esa época.

## Estructura
La novela está dividida en dos partes:
- Primera parte: Conformada por XXVI capítulos
- Segunda parte: Conformada por XXXII capítulos

La continuidad de esta obra es lineal.

## Género literario
Aves sin nido es considerada como una novela de género narrativo. La historia relata la vida de un grupo de personas que forman parte de una clase social no privilegiado en esos tiempos, es por eso que también se considera el realismo, ya que la novela refleja la realidad que se presentaba en esa época.
Clorinda Matto de Turner afirma que:
“La novela tiene que ser la fotografía que estereotipe los vicios y las virtudes de un pueblo, con la consiguiente moraleja correctiva para aquéllos y el homenaje de admiración para estas”.
La novela combina elementos de romance, drama, crítica social y política; y ofrece una representación detallada de la sociedad peruana de la época. A través de su narrativa, la autora aborda temas sociales y culturales relevantes, utilizando la ficción para explorar la discriminación, la opresión y la lucha por la justicia en el contexto de la realidad peruana del siglo de ese tiempo.

## Escenario
La historia se desarrolla en un pueblo llamado Killac, ubicado en los Andes peruanos, el cual se encontraba sometido por las autoridades y en segundo plano Lima, capital del Perú. Como escenarios se presenta la plaza de Killac desde donde se distingue una marcada diferenciación de las construcciones de los nobles e indígenas.
Killac es un lugar ficticio, creado por la autora, pero se inspira en la realidad de los pueblos andinos de Perú en el siglo XIX. La descripción del entorno resalta la conexión profunda de los nativos con la tierra y su forma de vida sencilla y arraigada a la cultura indígena. Sin embargo también es representado como un espacio que no tiene futuro para el desarrollo del progreso.
De manera general, los escenarios donde se desarrolla la novela son cruciales para la trama y el desarrollo de la historia, ya que representa el contraste entre la vida tradicional indígena y la presencia de la sociedad occidental.

## Época
Los sucesos de la novela se desarrollan en una época de transformaciones y desafíos para el indio, donde aún prevalece el racismo y la desigualdad social, y el indio era marginado. Es por eso que genera polémica, y reivindica la literatura gracias a la crítica expuesta en la novela en torno a los problemas sociales. Aunque no se especifica el año exacto, la novela fue publicada por primera vez en 1889, lo que nos da una idea aproximada del contexto histórico en el que se sitúa la historia.
La novela refleja las tensiones y conflictos generados por la interacción entre la cultura indígena y la cultura occidental, así como las luchas por la justicia y la igualdad en un contexto de cambios sociales y económicos. Clorinda Matto de Turner utiliza la historia para abordar problemáticas como la discriminación racial, la explotación y la resistencia de los pueblos indígenas frente a la opresión. Esto le brinda la importancia necesaria para formar parte del legado de la literatura Hispanoamérica.

## Análisis
La novela exhibe el estado social en el que se encuentra el indígena frente a los abusos en contra de ellos por parte de las autoridades gubernamentales, mostrando el exceso de poder en personajes como el gobernador y el cura que tienen un efecto devastador en el desarrollo de la vida de los indígenas, dirigiéndolos a la angustia.
El panorama de la novela nos muestra una constante lucha por la justicia y respeto a los indígenas debido a los constantes maltratos hacia ellos. También se ve cómo a través de la búsqueda de la libertad y justicia se puede superar barreras raciales y sociales, uniendo a las personas más distintas.
Antonio Cornejo Polar afirmó que:
“para ella la novela era sobre todo un instrumento de la moral social destinado a combatir los vicios de una sociedad que consideraba enferma y desviada”
La novela se adentra en los desafíos y las luchas que enfrentan los indígenas para preservar su identidad cultural y resistir la influencia que viene de afuera. A medida que la historia avanza, los personajes se ven envueltos en una serie de conflictos, tanto personales como colectivos, que ponen a prueba su coraje y determinación.
A lo largo de la obra, Clorinda Matto de Turner explora temas como la injusticia social, la discriminación racial, la corrupción y la lucha por la igualdad. La autora cuestiona el papel de la Iglesia católica y su complicidad en la opresión de los indígenas, así como la falta de voluntad de las autoridades para proteger los derechos de los más vulnerables.

## Personajes

### Principales
- Fernando Marín
- Lucía Marín
- Sebastián Pancorbo
- Pascual Vargas
- Manuel
- Margarita
- Maria
- Juan Yupanqui y Marcela Yupanqui
- Rosalía

### Secundarios
- Estéfano Benites
- Hilarión Verdejo
- Doña Melitona
- Petronila Hinojosa
- Pedro Escobedo
- Coronel don Bruno de Paredes
- Teodora Martina.
- Juan Luis Arratia Colorado
- Obispo Don Pedro de Miranda
- Isidro Champi
- Claudio Paz